# James Oliver Curwood
James Oliver Curwood (Owosso, Michigan, 1878. június 12. – Owosso, 1927. augusztus 13.) amerikai író, novellista, természetvédő.
Számos regényéből készült film Nell Shipman főszereplésével, de leghíresebb és legismertebb a Sziklás-hegység királya c. regényéből Jean-Jacques Annaud által készített A medve című mozifilm.

## Életpályája
Alacsony sorból származott, édesapja foltozóvarga volt, a család és James sorsát abban a korban nehezítette az is, hogy nem volt „tiszta vérű”, mivel egyik nagyanyja indián volt. A vadonhoz való vonzódása, állandó kalandkeresése feltehetően ennek, ősei nyughatatlan vadászvérének volt köszönhető.
Már az általános iskoláját sem tudta zökkenőmentesen befejezni, majd középiskoláját végérvényesen, záróvizsga nélkül hagyta ott. Ennek ellenére sikeres felvételi vizsgát tett a Michigani egyetemre, ahol újságírást tanult. Írásra való hajlama már általános iskolás korában megmutatkozott, rövidke, elsősorban indiánokról szóló történeteket írogatott. A kisebb helyi lapok egyike meg is jelentette egyik ilyen történetét, ez azonban csak helyi ismertséget és elismertséget hozott a gyermek Curwoodnak.
Első novelláját 1900-ban vette meg tőle 5 dollárért a Detroit News-Tribune. Ettől kezdve Curwood folyamatosan több tucat lapnak küldözgette az aktuális kéziratait.
1905 és 1907 között a Sunday News-Tribune újságírója volt.
Az apró, 5-10 dolláros tiszteletdíjakból, valamint újságírói fizetéséből 1909-re tudott annyi pénzt összespórolni, hogy eljusson Északnyugat-Kanadába. Az ezen az úton szerzett élményei szolgáltak később első vadonbéli regényei alapjául, melyek végre meghozták neki a sikert.
1922-re már tehetős ember, ekkor már megengedhette magának, hogy több alkalommal elutazzon Alaszkába és a Yukon-vidékre. Utazásai során ismerkedett meg MacInnes-szel, a kanadai kormány bevándorlási biztosával, valamint a Hudson-öböl Társaság, a Canadian-Pacific képviselőivel és nem utolsósorban a Királyi Kanadai Lovasrendőrséggel, amelynek tagjairól sok hősét mintázta regényeiben.
1922-ben épült meg a 18. századi francia kastélyok stílusában épített Curwood-kastély is Owossoban, melynek ablakai a Shiawassee folyóra néznek. A kastély toronyszobájában született meg remek regényeinek nagy része. A kastélyban ma a Curwood múzeum várja az érdeklődőket.
1926-ban – egy környezetvédelemmel foglalkozó pártolója közbenjárására – Curwoodot nevezték ki Michigan állam környezetvédelmi megbízottjának.

## Halála
1927-ben egy floridai horgásztúra alkalmával rovarcsípést szenvedett el, mely részben allergiás reakciókat váltott ki nála, részben pedig elfertőződött, melynek következményként néhány hónappal később vérmérgezésben meghalt. Owossóban, az Oak Hill temetőben van eltemetve.

## Művei
- 1908 – The Courage of Captain Plum
- 1908 – The Wolf Hunters
- 1909 – The Great Lakes
- 1909 – The Gold Hunters
- 1910 – The Danger Trail
- 1911 – The Honor of the Big Snows
- 1911 – Philip Steele of the Royal Mounted
- 1912 – The Flower of the North
  - Észak virága – regény; fordította: Ruzitska Mária; Palladis, Budapest, 1937 (1 pengős regények)
- 1913 – Isobel: a Romance of the Northern Trail
  - A kék virág szerelme – regény; fordította: Lendvai István; Palladis, Budapest, 1932 (Félpengős regények)
- 1914 – Kazan
  - Kazán, a farkaskutya; fordította: Szinnai Tivadar; Genius, Budapest, 1926 (Olcsó akció)
  - A kutyafarkas [Kazán, a farkaskutya]; ford. Szinnai Tivadar; Maecenas, Budapest, 1988
- 1915 – God's Country and the Woman
- 1916 – The Hunted Woman
  - Nem halt meg?!.. – regény; fordította: Lendvai István; Palladis, Budapest, 1936 (1 pengős regények)
  - A hallgatás völgye – regény, 1-2.; Tolnai, Budapest, 1939 (Világkönyvtár)
  - Aranybánya – regény; fordította: Bús-Fekete László; Színházi Élet, Budapest, 1936 (A Színházi Élet regénymelléklete)
- 1916 – The Grizzly King
  - A Sziklás-hegység királya; fordította: Dobi Ildikó; Ciceró, Budapest, 1994
- 1917 – Baree, Son of Kazan
  - Kazán fia – regény; fordította: Szilágyi Ágota; Palladis, Budapest, 1937
- 1918 – The Courage of Marge O'Doone
  - Dráma a hósivatagban – regény; fordította: Kosáryné Réz Lola; Palladis, Budapest, 1936 (Félpengős regények)
- 1919 – Nomads of the North
  - Niva, a medvebocs – regény; fordította: Balogh Barna; Palladis, Budapest, 1939(Félpengős regények)
- 1919 – The River's End
  - A királyi csendőr tréfája – regény; fordította: Lendvai István; Palladis, Budapest, 1932 (Félpengős regények)
  - Szerelem a hómezőkön; fordította: Kertész Erzsébet; Nesztor, Budapest, 1990 (Heléna könyvek)
  - Szerencsés hasonlatosság – regény; fordította: Kertész Erzsébet; Singer-Wolfner, Budapest, 1937 (Milliók könyve)
- 1920 – Back to God's Country; The Valley of Silent Men
  - A hallgatag emberek völgye – regény; fordította: Lendvai István; Palladis, Budapest, 1931 (1 pengős regények)
- 1921 – God's Country – The Trail to Happiness
- 1921 – The Golden Snare
  - A farkasember; fordította: Szinnai Tivadar, bevezető: Kállay Miklós; Genius, Budapest, 193?
  - Az aranyhurok – regény; fordította: Lendvai István; Palladis, Budapest, 193? (Félpengős regények)
  - Az emberfarkas [A farkasember]; fordította: Szinnai Tivadar; Maecenas, Budapest, 1989
- 1921 – The Flaming Forest
  - Az égő erdő; regény; fordította: Kosáryné Réz Lola; Palladis, Budapest, 193?
  - Az égő erdő; regény; fordította: Kosáryné Réz Lola; Palladis, Budapest, 1931 (Három pengős regények)
- 1922 – The Country Beyond
  - Hajsza a hómezőkön  – regény; fordította: Endre Dénes; Palladis, Budapest, 1931 (1 pengős regények)
- 1923 – The Alaskan
  - Alan Holt szerelme  – regény; fordította: Pünkösti Erzsébet, ellenőrizte Zigány Árpád; Palladis, Budapest, 1933 (1 pengős regények)
- 1924 – The Gentleman of Courage
- 1925 – The Ancient Highway
- 1926 – Swift Lightning
  - Fürge Villám – regény; fordította: Horváth Tibor; Palladis, Budapest, 1942 (1 pengős regények)
  - Fürge Villám; szerkesztette, átdolgozta: Esztergomi László; PLKV, Budapest, 1988 (Nosztalgia könyvek)
- 1926 – The Black Hunter
  - A fekete vadász – regény; fordította: Margittai Szaniszlóné; Légrády, Budapest, 1928(Pesti Hírlap könyvek 35.); Sensus, Budapest, 2002 (Klasszikus kalandok)
- 1928 – The Plains of Abraham
- 1929 – The Crippled Lady of Peribonka
- 1930 – Green Timber
  - A vadon hazahív – regény; fordította: Lendvai István; Palladis, Budapest, 1941 (1 pengős regények)
- 1930 – Son of the Forests
- 1931 – Falkner of the Inland Seas

A korabeli magyar kiadások vagy folyóiratok, mint pl. a "Színházi élet" mellékleteiként jelentek meg, vagy a Palladis nyomda adta ki őket önálló könyvként. Mindkét típusnál igaz, hogy a magyar kiadások sokszor nem tartalmazzák a mű eredeti címét, eredeti megjelenési idejét, így csak valószínűsíteni lehet, hogy az 1911-es Philip Steele a "Királyi csendőr tréfája", illetve az 1909-es The Gold hunters az "Aranybánya" című regénnyel azonos.